# Lourdes Castro
Lourdes Castro (portuguès: Maria de Lourdes Bettencourt de Castro)  (Funchal, 9 de desembre de 1930 - Funchal, 8 de gener de 2022) va ser una pintora portuguesa.

## Biografia
Lourdes Castro va néixer el 9 de desembre de 1930 a Funchal. Va estudiar a l'escola d'art de Lisboa.
És la dona de René Bértholo. Després d'una estada a Múnic el 1957, es va traslladar a París el 1958. El 1959 va participar en la primera Biennal de París. A partir de 1960, en aquesta ciutat, la parella es va incorporar al grup d'artistes emigrants portuguesos KWY (fundat l'any 1958). Lourdes Castro va produir pintures líriques abstractes a la dècada de 1950, després de les quals va experimentar amb nous materials, i el seu treball va evolucionar ràpidament cap a un mode més confrontat. A principis dels anys 60, va treballar en una sèrie de construccions de diversos objectes banyats amb un colorant platejat uniforme. Sinistres, serioses i humorístiques, aquestes obres tenen afinitats amb les de Niki de Saint Phalle de la mateixa època. Altres obres exploren la noció de presència i absència, ja sigui omplint uniformement siluetes humanes projectades sobre el llenç, o desplegant siluetes retallades i superposades en materials transparents.